# Крутушка
Крутушка, посёлок санатория «Крутушка» (тат. Крутушка, Krutuşka, МФА: [kᵊruˈtuʂkə]) — жилой массив и бывший посёлок в Авиастроительном районе Казани.

## География
Посёлок расположен на реке Казанка, на крайнем севере Казани, в более чем 20 километрах от центра города.

## История
История посёлка начинается в 1914 году, когда купец Михаил Оконишников выкупил участок земли у Казанской епархии и строит здесь усадьбу; при усадьбе появляются и крестьянские дворы. С 1923 года в посёлке находилась школа-коммуна для сирот, которая сгорела в 1936 году. Затем в посёлке располагались последовательно эвакогоспиталь, противотуберкулёзный санаторий, дом отдыха, и, с 1968 года — санаторий.
До революции Крутушка располагалась на территории Каймарской волости Казанского уезда. С 1920 года в составе той же волости Арского кантона Татарской АССР. После укрупнения волостей в ТАССР в составе Калининской волости. С 1927 года в составе Казанского района, затем в составе Юдинского, Высокогорского, Пестречинского и вновь Высокогорского районов. На низшем административном уровне входила в Кульсеитовский (до 1932), Большедербышкинский (с 1932) сельсоветы. 24 мая 2001 года посёлок был присоединён к Авиастроительному району Казани.
В 2000 году значительная часть зданий и сооружений посёлка сняты с баланса санатория «Крутушка». Среди них жилые дома по ул. Центральная (№№ 50, 28, 29, 30, 31, 40, 41, 42, 44, 45, 46, 47, 48, 49), школа и детский сад (ныне закрытые).

## Население
| 1938 | 1949 | 1958 | 1970 | 1989 | 2000 |
| ---- | ---- | ---- | ---- | ---- | ---- |
| 132  | ↗150 | ↘143 | ↗293 | ↗580 | ↘549 |

## Улицы
- Дачная (тат. Дача урамы, Daça uramı). Начинаясь от южной окраины посёлка, проходит вдоль территории лагеря «Байтик» и кончается пересечением с Центральной улицей. Почтовый индекс — 420070.
- Центральная (тат. Үзәк урам, Üzäk uram). Начинаясь от западной окраины посёлка, после пересечения с Дачной улицей поворачивает на северо-запад; дойдя до санатория «Крутушка», поворачивает на запад и заканчивается у автобусной остановки. Почтовый индекс — 420130.

## Транспорт
Общественный транспорт начал ходить в Крутушку в первой половине 1980-х годов: тогда до посёлка стал ходить ходил маршрут № 100 («железнодорожный вокзал», позднее «улица Халитова» — «посёлок Крутушка»), к которому в 2000-х годах добавился автобус № 163 («посёлок Крутушка» — «театр Камала»). После ввода новой схемы движения автобусов в 2007 году маршруты №№ 100 и 163 получили номера 50 и 78 соответственно. К 2009 году маршрут № 50 был упразднён, а маршрут № 78 к 2012 году был укорочен до Волгоградской улицы (метро «Яшьлек»).

## Экономика
- Санаторий «Крутушка».[13]
- Лагерь «Байтик»
- Лагерь «Вымпел» ПО «Татшвейбыт» МБОН ТАССР[14] (ранее — обкома служащих коммунально-бытовых предприятий). Возник не позднее 1964 года.[15] По состоянию на 1980 год, принимал до 1350 детей в год.[14]  После распада СССР был заброшен; в 1999 году его корпуса занял лагерь «Байтик».[16][17]
- Спортбаза «Экономист» (ранее принадлежала КГФЭИ, после объединения последнего с КГУ не работает).[18][19]